# Bidiagonal matris
En bidiagonal matris är en matris med nollskillda värden endast i huvuddiagonalen och antingen i superdiagonalen eller subdiagonalen. Om de nollskillda värdena är i superdiagonalen kallas matrisen uppåt bidiagonal och om de nollskillda värdena är i subdiagonalen kallas matrisen nedåt bidiagonal.
Exempel på en uppåt bidiagonal matris
{\displaystyle {\begin{pmatrix}1&2&0&0\\0&3&4&0\\0&0&5&6\\0&0&0&7\end{pmatrix}}}
Exempel på en nedåt bidiagonal matris 
{\displaystyle {\begin{pmatrix}13&0&0&0\\4&2&0&0\\0&6&2&0\\0&0&5&37\end{pmatrix}}}